# (474073) 2016 JF25
(474073) 2016 JF25 es un asteroide perteneciente al cinturón de asteroides, descubierto el 25 de abril de 2003 por el equipo del Spacewatch desde el Observatorio Nacional de Kitt Peak, Arizona, Estados Unidos.

## Designación y nombre
Designado provisionalmente como 2016 JF25.

## Características orbitales
2016 JF25 está situado a una distancia media del Sol de 2,640 ua, pudiendo alejarse hasta 2,779 ua y acercarse hasta 2,501 ua. Su excentricidad es 0,052 y la inclinación orbital 2,201 grados. Emplea 1567 días en completar una órbita alrededor del Sol.

## Características físicas
La magnitud absoluta de 2016 JF25 es 17,137.